# 戦雲の夢
『戦雲の夢』（せんうんのゆめ）は、司馬遼太郎の歴史小説。1960年8月から61年12月まで『講談倶楽部』に連載され、1961年に講談社より刊行し講談社文庫で重版されている。
大きな器量を持ちながらも、乱世の動きに取り残された悲運の武将、長曾我部盛親を描いた長編作品。

## あらすじ
土佐二十四万石の太守である長曾我部元親から家督を継いだ盛親。その直前に、豊臣秀吉の死によって情勢は急変していった。豊臣家の対抗勢力として、徳川家はその勢力を成長させつつあった。しかし、父元親はどちらにも味方する意を示さず、盛親への遺言もなくして生涯を閉じた。
それから間もなく起きた関ヶ原の戦いに至るまで東軍、西軍への味方選択を誤り西軍についてしまう。家康へ内通する者が多く、戦いは家康方が勝利した。西軍への加担と、その直前に起きた兄殺しを責められ、所領を没収された盛親は京都で隠遁生活を送る。十数年の隠遁生活の間に、将軍家となった徳川家と大坂の豊臣家は対立、盛親にも大坂方からの参軍願いがあり盛親も応じた。遺臣たちと共に大坂城に入城した盛親は、大坂の陣に悔い多かった生涯の全てを賭ける。

## 関連作品
- 夏草の賦（長編小説、文春文庫全2巻）
盛親の父、長曾我部元親を主人公とした長編小説。時系列的には『夏草の賦』から『戦雲の夢』にダイレクトに話が繋がるため、本作の前編と言えなくもない（執筆されたのは『戦雲の夢』の方が先である）
- 信九郎物語（短編集『おれは権現』に収録、講談社文庫） ISBN 4061318063
長曾我部元親の末子にして盛親の異母兄弟である長曾我部康豊を描いている。

## 書誌情報
- 『戦雲の夢』 講談社、1961年8月、全国書誌番号:65005989
- 「戦雲の夢」講談社ロマン・ブックス（1965年）
- 「戦雲の夢」光文社カッパ・ノベルス（1967年）、全国書誌番号:67012836
- 『司馬遼太郎全集 18　夏草の賦、戦雲の夢』 文藝春秋、初版1973年5月、ISBN 416510180X
- 「戦雲の夢」 講談社文庫（1984年11月）、ISBN 4061833707、年譜入り（新版は増補）
- 「戦雲の夢」 文庫改版（2006年5月、新版2016年3月）、ISBN 4062933314